# Sunday Uti
Sunday Uti (* 23. Oktober 1962 in Lagos) ist ein ehemaliger nigerianischer Sprinter, der sich auf den 400-Meter-Lauf spezialisiert hatte.
1980 in Moskau nahm er erstmals an Olympischen Spielen teil, schied jedoch mit der nigerianischen 4-mal-400-Meter-Staffel in der Vorrunde aus. Erste internationale Erfolge erzielte Uti mit seinem Sieg im 400-Meter-Lauf bei der Universiade 1983 in Edmonton und seinem zweiten Platz über dieselbe Distanz bei den Leichtathletik-Afrikameisterschaften 1984 in Rabat.
Bei den Olympischen Spielen 1984 in Los Angeles gewann er als Startläufer in der 4-mal-400-Meter-Staffel gemeinsam mit Moses Ugbisie, Rotimi Peters und Innocent Egbunike die Bronzemedaille. Im 400-Meter-Lauf belegte Uti in Los Angeles den sechsten Platz.
1985 wurde er bei der Universiade in Kōbe Dritter im 400-Meter-Lauf. Bei den Olympischen Spielen 1988 in Seoul verpasste er dagegen den Finaleinzug über diese Distanz. Mit der Staffel erreichte er dort den siebten Rang.
Sunday Uti ist 1,75 m groß und hatte ein Wettkampfgewicht von 68 kg.